# 甘肃省人民检察院
甘肃省人民检察院是中华人民共和国甘肃省的检察机关，最早成立于1950年9月。

## 历史沿革
1950年5月，甘肃省人民政府指令省公安厅、省人民法院共同筹建甘肃省人民检察署。时任公安厅长李甫山兼任检察长，焦胜桐任副检察长。同年9月15日，《甘肃日报》通告正式成立甘肃省人民检察署，办公地址设在兰州市民国路170号（甘肃省人民法院里院）。下设办公室、第一处、第二处。
根据《人民检察院组织法》的规定，以及最高人民检察院1954年12月4日的通知，1955年1月3日，甘肃省人民检察署改称甘肃省人民检察院，原检察委员会议改为检察委员会。设置办公室、一般监督处（一处）、侦查处（二处）、侦查监督处（三处）、审判监督处（四处）和人事处。
1966年文化大革命开始时，甘肃省共有94个检察院和1个劳改检察组，710名检察干部。同年12月，所有检察机关一并撤销。1978年3月，第五届全国人大通过的《宪法》第二章第四十三条，规定重新设置人民检察院。1979年7月25日，甘肃省革命委员会决定恢复人民检察院。经过3个月的筹备，11月6日正式开始办公，地址设在兰州市庆阳路36号省公安厅院内。内设刑事检察处（一处）、法纪检察处（二处）、监所检察处（三处）、经济检察处（四处）、办公室。1981年，增设研究室和第五处（信访处，1985年改称控告申诉检察处）。

## 历任领导
历任检察长
| 姓名   | 任期                  | 备注  |
| ------ | --------------------- | ----- |
| 李甫山 | 1950年9月－1953年11月 | 兼    |
| 赵文献 | 1955年4月－1964年9月  |       |
| 王国   | 1980年2月－1983年5月  |       |
| 洛林   | 1983年9月－1988年3月  |       |
| 陈守谦 | 1988年9月－1988年5月  | [ 2 ] |
| 杜仲德 | 1988年7月－1989年7月  | 代理  |
| 王平   | 1989年7月－1993年2月  | [ 3 ] |
| 李德奎 | 1993年2月－2003年1月  |       |
| 蔡宁   | 2003年1月－2007年12月 |       |
| 乔汉荣 | 2008年2月－2013年1月  | [ 4 ] |
| 路志强 | 2013年2月－2018年1月  |       |
| 朱玉   | 2018年1月－           |       |